# Thalassema liliae
Thalassema liliae is een lepelworm uit de familie Thalassematidae.
De wetenschappelijke naam van de soort werd in 1973 gepubliceerd door Y. Schaeffer.